# Erlöserkirche (Peking)

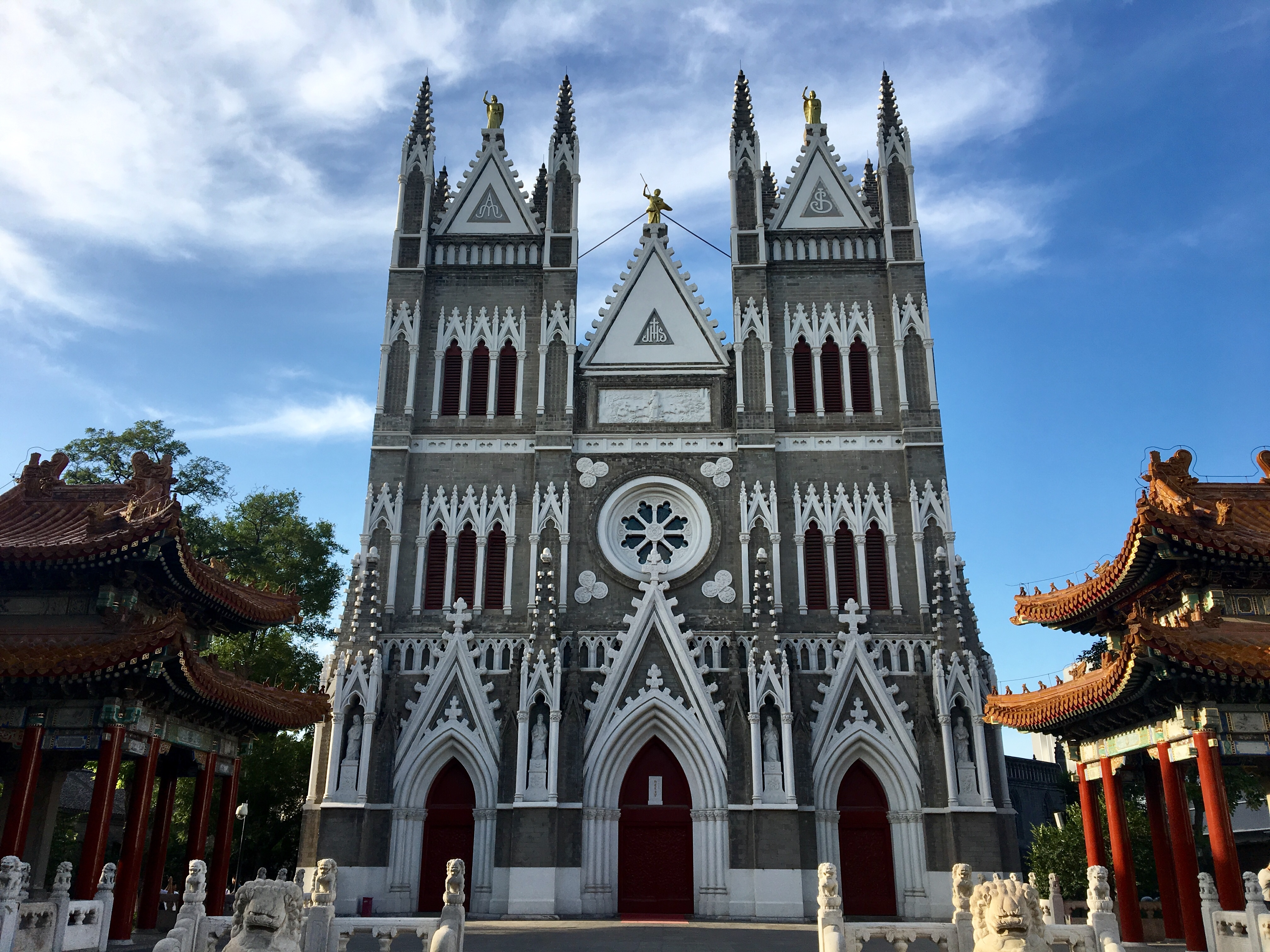
Xishiku-Kirche

Die Kirche unseres Herrn und Erlösers (chinesisch 救世主堂, Pinyin Jiùshìzhǔ táng, englisch Holy Saviour Church) ist eine katholische Kirche in Peking, Hauptstadt der Volksrepublik China. Sie liegt auf einem weitläufigen Grundstück im Pekinger Stadtbezirk Xicheng in der Xishiku-Straße 33 und hat für Besucher täglich von 8 Uhr bis 11 Uhr sowie von 14 Uhr bis 17 Uhr geöffnet. Die Kirche ist umgeben von Pinien, Eichen und zwei chinesischen Pavillons.
Weitere Bezeichnungen für sie sind Nordkirche (北堂,  Běitáng, englisch North Church) oder Xishiku-Kirche (西什库教堂,  Xīshíkù jiàotáng, englisch Xishiku Church) bzw. Nordkathedrale. Sie war bis 1958 Bischofssitz des Erzbistums Peking. Heute untersteht sie der Chinesischen Katholisch-Patriotischen Vereinigung.

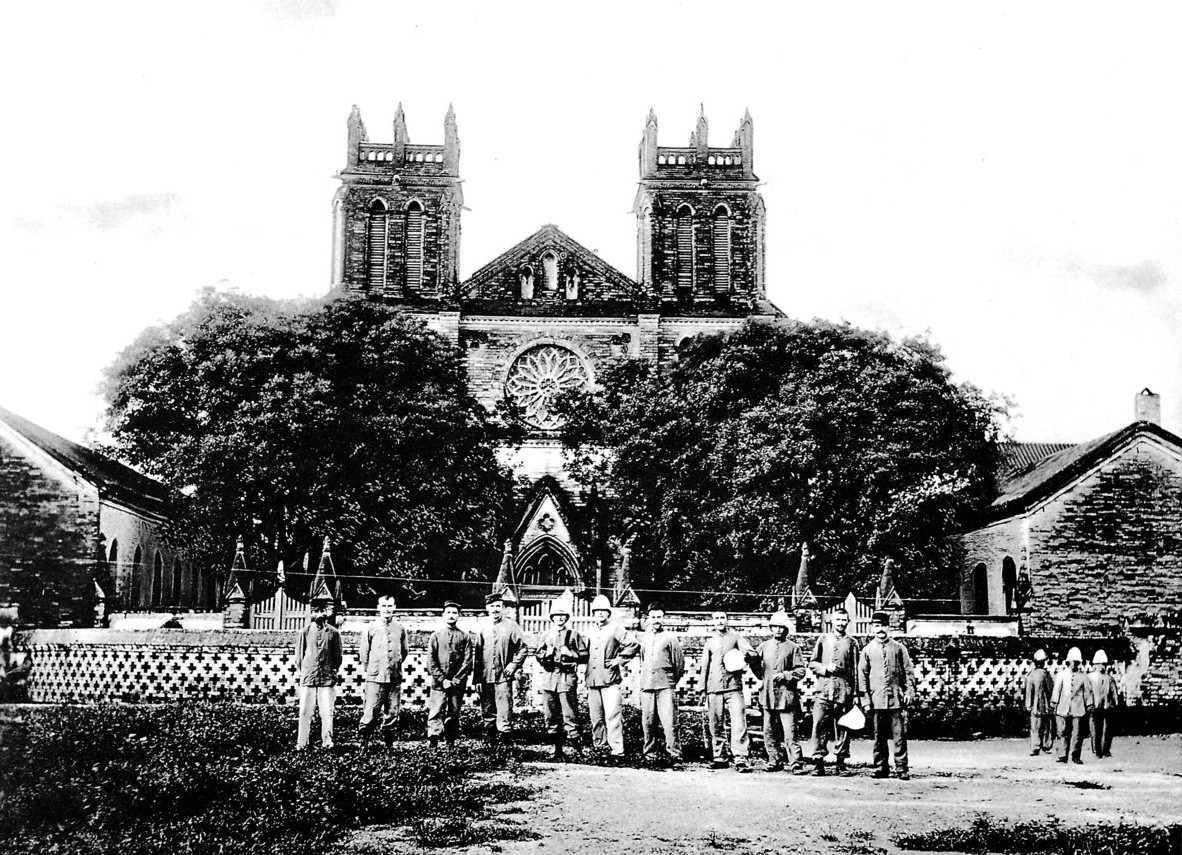
Bild der Kirche an ihrem alten Standort (Canchikou Lao Beitang)

## Geschichte

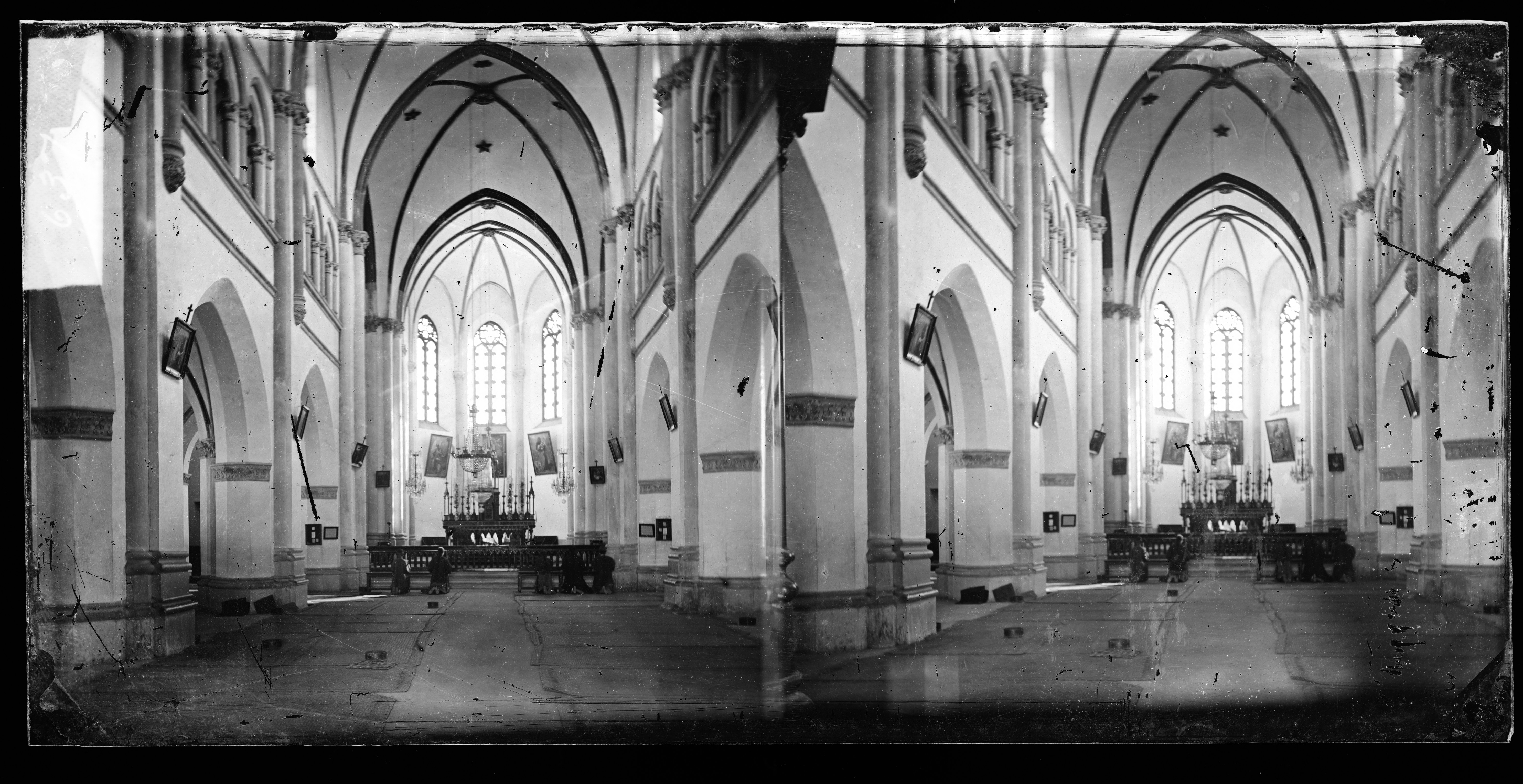
Canchikou-Kirche, Innenraum (Stereoskopie 1871)

Die Kirche wurde ursprünglich 1703 gegründet und in der Zwischenzeit mehrfach zerstört und wiederaufgebaut. Sie befand sich früher in Canchikou 蚕池口 (gegenüber der alten Peking-Bibliothek) und wurde dort 1887 abgerissen und dann an der heutigen Stelle durch Mgr Favier (1837–1905) wieder aufgebaut. Deshalb wird sie auch als Canchikou-Kirche (蚕池口教堂,  Cánchíkǒu jiàotáng, englisch Canchikou Church) bezeichnet.

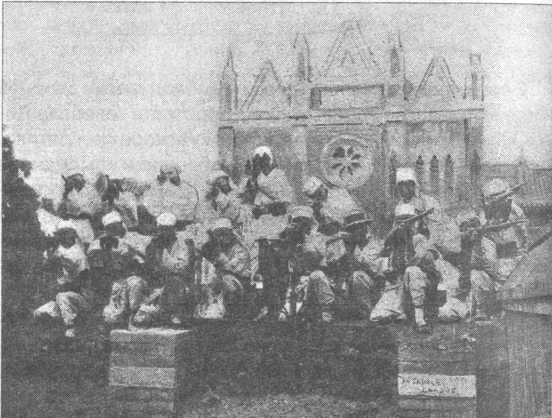
Verteidiger der Xishiku-Kirche (um 1900)

Während des Boxeraufstands im Jahr 1900 zählte die Kirche – neben dem Pekinger Gesandtschaftsviertel – zu den umkämpften Zufluchtsorten für christliche Chinesen und Europäer. Sie wurde im Sommer 1900 von französischen und italienischen Marineinfanteristen sowie christlichen Chinesen unter dem Bischof Pierre-Marie-Alphonse Favier gegen Boxer und reguläre chinesische Truppen verteidigt.
Nach Niederschlagung des Boxeraufstandes wurde die Kirche zum „Verkaufsraum für gestohlenes Eigentum“.
Die im neogotischen Stil erbaute Kirche war die größte römisch-katholische Kirche in Peking. Sie bietet etwa 1000 Menschen Platz.
Seit 2006 steht die Erlöserkirche auf der Liste der Denkmäler der Volksrepublik China (6-878).